# Hussein Fatal
Bruce Edward Washington, Jr., conocido artísticamente como Hussein Fatal (Montclair, Nueva Jersey; 3 de abril de 1973 - 11 de julio de 2015) fue un rapero estadounidense miembro del grupo de rap Outlawz. Se hizo conocido por su trabajo de colaboración con Tupac Shakur, como miembro del proscrito Immortalz. Su nombre artístico fue creado en referencia a Saddam Hussein.

## Asesinato de Tupac Shakur
El 7 de septiembre de 1996, 2Pac fue disparado en Las Vegas, Nevada, muriendo una semana después. Fatal regresó a Nueva Jersey el día antes para asistir a la corte. Tras la muerte de 2Pac, Yaki Kadafi también se marchó a Jersey con Fatal.
Unos meses después, el 10 de noviembre, Kadafi fue asesinado a los 19 años. Habiendo perdido a dos de sus mejores amigos en dos meses, Fatal decidió que el rap era más peligroso que el mundo de las drogas. Regresó a las calles a vender drogas, una decisión que tendría un gran impacto en su carrera y en su vida. Tras unos meses, firmó por Relativity Records, y lanzó su álbum debut In The Line Of Fire, en marzo de 1997. Desafortunadamente, el sello se fue a la quiebra y el álbum no tuvo promoción, obteniendo pocas ventas.
Fatal obtuvo un contrato con el sello de Houston Rap-A-Lot Records. Comenzó a trabajar en su segundo álbum, Death Before Dishonor. Grabó alrededor de 40 canciones, incluyendo temas con Fat Joe, Gang Starr, Gotti, Ja Rule, Lil' Mo, New Child, Outlawz, Rowdy Rahz y Scarface. Sin embargo, Fatal fue arrestado en diciembre de 1999 acusado de un asalto de hace 3 años. En 2001 fue enviado a un centro de rehabilitación en Jersey, y un año después fue puesto en libertad. El 19 de noviembre de 2002, Rap-A-Lot Records lanzó su segundo álbum en solitario, titulado Fatal.

## Murder Inc Records
En 2003, Fatal se asoció con Ja Rule, al que conocía previamente. Supuestamente, Fatal iba a formar parte del original Murderer Inc con Rule, Jay Z, DMX y Mic Geronimo antes de que el proyecto fracasara. En noviembre de 2003 fue publicado el quinto álbum de Ja Rule, Blood In My Eye. Fatal colaboró en cuatro canciones: "The Life", "Blood In My Eye", "It's Murda (Freestyle)" y "The Wrap (Freestyle). También apareció en el remix de la canción "Rain On Me" de Ashanti. En 2004, Fatal formó su propio sello independiente, Thugtertainment.

## Muerte
El 11 de julio de 2015, el rapero falleció en un accidente vehicular a la edad de 42 años, de acuerdo con información del portal TMZ.

## Discografía

### Álbumes en solitario
- 1998: In the Line of Fire
- 2002: Fatal
- 2007: Thug in Thug Out
- 2009: Born Legendary
- 2010: Outkasted Outlawz

### Colaboraciones
- 2009: Digital Dynasty Pt. 8 (con Tha Advocate)
- 2010: The Capo Commission (con Macadoshis, Aspects & Gonzoe)

## Filmografía
| Año  | Título                                | Papel    | Notas          |
| ---- | ------------------------------------- | -------- | -------------- |
| 2002 | Outlawz: Worldwide                    | Él mismo | Documental DVD |
| 2003 | Eyes On Hip Hop - The Chronicle Vol.1 | Él mismo | Documental DVD |
| 2003 | Beef                                  | Él mismo | Documental DVD |
| 2004 | All Access Vol.5                      | Él mismo | Documental DVD |
| 2007 | Smooth, Game Is Dead                  | -        | Película       |
| 2008 | The Money Kept Coming                 | Él mismo | Documental DVD |
| 2008 | Cash Rules                            | -        | Película       |